# Hercostomus tugajorum
Hercostomus tugajorum är en tvåvingeart som beskrevs av Stackelberg 1949. Hercostomus tugajorum ingår i släktet Hercostomus och familjen styltflugor. Inga underarter finns listade i Catalogue of Life.